# Бетел (Вашингтон)
Бетел (англ. Bethel) — переписна місцевість (CDP) в США, в окрузі Кітсеп штату Вашингтон. Населення — 4073 особи (2020).

## Географія
Бетел розташований за координатами 47°29′16″ пн. ш. 122°37′6″ зх. д. / 47.48778° пн. ш. 122.61833° зх. д. (47.487872, -122.618343).  За даними Бюро перепису населення США в 2010 році переписна місцевість мала площу 8,57 км², уся площа — суходіл.

## Демографія
Згідно з переписом 2010 року, у переписній місцевості мешкало 3713 осіб у 1390 домогосподарствах у складі 1030 родин. Густота населення становила 433 особи/км².  Було 1450 помешкань (169/км²).
Расовий склад населення:
| - 84,6 % — білих - 4,4 % — азіатів - 2,4 % — чорних або афроамериканців - 1,1 % — вихідців з тихоокеанських островів - 1,1 % — корінних американців - 1,1 % — осіб інших рас |

До двох чи більше рас належало 5,4 %. Частка іспаномовних становила 6,0 % від усіх жителів.
За віковим діапазоном населення розподілялося таким чином: 23,5 % — особи молодші 18 років, 64,2 % — особи у віці 18—64 років, 12,3 % — особи у віці 65 років та старші. Медіана віку мешканця становила 41,4 року. На 100 осіб жіночої статі у переписній місцевості припадало 102,6 чоловіків;  на 100 жінок у віці від 18 років та старших — 101,6 чоловіків також старших 18 років.
Середній дохід на одне домашнє господарство  становив 79 216 доларів США (медіана — 73 442), а середній дохід на одну сім'ю — 89 064 долари (медіана — 82 969). За межею бідності перебувало 6,8 % осіб, у тому числі 6,0 % дітей у віці до 18 років та 10,2 % осіб у віці 65 років та старших.
Цивільне працевлаштоване населення становило 1532 особи. Основні галузі зайнятості: освіта, охорона здоров'я та соціальна допомога — 21,7 %, виробництво — 18,0 %, мистецтво, розваги та відпочинок — 14,9 %, публічна адміністрація — 13,6 %.